# Laco Tropp
Laco Tropp (* jako Ladislav Tropp; 15. března 1939 Košice, Slovensko – 18. června 2018) byl slovenský jazzový bubeník, od roku 1960 žijící v Praze. V letech 1963 až 1964 hrál se souborem SHQ Karla Velebného a Jana Konopáska. Hrál také například se soubory Reduta Quintet (Laco Déczi, Jan Hammer, Miroslav Vitouš), Jan Hammer Trio nebo Rudolf Dašek Trio. Později spolupracoval například s Emilem Viklickým.

## Život
Laco Tropp pocházel z maďarsko-německé šlechtické rodiny, jeho děd Alajos Theodor von Tropp byl významný podnikatel. Hru na bicí nástroje studoval soukromě a do konce 50. let v Košicích hrál v amatérských jazzových formacích. V roce 1961 se při vykonávání základní vojenské služby seznámil s trumpetistou Lacem Déczim, který v průběhu šedesátých let byl jeho hlavním hudebním partnerem. V roce 1962 získal angažmá v Praze v orchestru Oty Rendly v tehdejším středisku jazzmanů, v kavárně Vltava. V  roce 1963 se stal na dva roky členem formace SHQ Karla Velebného. V ní se přičinil o změnu zaměření od komorního west coast jazzu směrem k expresivnímu hard bopu. Formace záhy získala mezinárodní věhlas a vystoupila na festivalech v Bledu a Západním Berlíně. Ještě širší mezinárodní  seskupení – Reduta Quintet, které vedl kontrabasista Jan Arnet dosáhlo úspěchy zejména v západoněmeckých a berlínských jazzových klubech. V roce 1966 vznikla nová formace Reduta Quartet. Tvořili ji hudebníci, kteří na světové jazzové scéně dosáhli důležité postavení (Laco Déczi – trubka, Jan Hammer – piano, Miroslav Vitouš – kontrabas, Laco Tropp – bicí nástroje). Tropp se i díky této formaci stal vyhledávaným spoluhráčem slavných hudebníků. V průběhu let 1966-68 byl členem mezinárodní formace Peter Herbolzheimer Sextet, spolu s Georgem Mrazem, členem tria Mala Waldrona. Jeho pozici na evropské scéně využívali i prominentní výrobci bicích nástrojů (Paiste a Hollywood), kteří se ucházeli o to, aby hrál na jejich nástroje.
Po kratších angažmá v zahraničí se Tropp v roce 1990 vrátil na pražskou jazzovou scénu. Plodná byla zejména jeho spolupráce s kvartetem saxofonisty Štěpána Markoviče a trumpetistou Jurajem Bartošem. V průběhu let 1995 – 2014 byl stálým členem tria Emila Viklického. Trio vystupovalo na mezinárodních festivalech a koncertovalo a nahrávalo s mnoha jazzovými osobnostmi (Randy Brecker, Marcus Printup, Franco Ambrosetti, George Mraz, Steve Lacy, Roscoe Mitchell, Steve Houben a mnoha dalšími). V triu Tropp kromě svého primárního straightahead jazzového zaměření, adaptoval svou hru i směrem k přesahům s vážnou hudbou a moravským folklórem.